# Pierre Ortet
Pour les articles homonymes, voir Ortet (patronyme).
Pierre Ortet, né le 8 décembre 1933 à Aspet (Haute-Garonne) et mort le 31 mars 2025 dans la même commune, est un homme politique français.

## Biographie

### Carrière
Directeur de CES de profession, il commence sa carrière politique dans le village de Villeneuve-de-Rivière en 1971, année où il est élu maire. Deux ans plus tard, il fait son entrée au conseil général de la Haute-Garonne en devenant conseiller général du canton de Saint-Gaudens.
Réélu premier édile en 1977 et conseiller général en 1979, il est candidat du Parti socialiste aux élections législatives de 1981 dans la sixième circonscription. Il remporte le siège de député dès le premier tour avec 55,96 % des voix et succède à Maurice Masquère qui ne se représentait pas.
Quittant son mandat de maire de Villeneuve-de-Rivière en 1983, il est candidat à sa réélection aux élections législatives de 1986, en quatrième position sur la liste socialiste « Pour une majorité de progrès ». S'il est reconduit dans ses fonctions, le scrutin est annulé par le Conseil constitutionnel et une nouvelle élection est organisée le 28 septembre 1986. Il est alors réélu.
En 1988, il se présente dans la huitième circonscription, recueillant 54,01 % des voix dès le premier tour puis l'année suivante, il se présente aux municipales à Saint-Gaudens et est élu au second tour avec 52,75 % des suffrages face au candidat de la majorité sortante, faisant ainsi basculer la commune à gauche après plus de quatre décennies de domination gaulliste.
Conseiller général jusqu'en 1992, il n'est pas candidat à la députation en 1993 et son suppléant Jean-Louis Idiart lui succède. Réélu maire en 1995, il sollicite un nouveau mandat en mars 2001 mais doit se retirer après que sa liste soit arrivée en troisième position derrière celles de Jean-Raymond Lépinay, son ancien premier adjoint et candidat officiel de la gauche plurielle, et de Philippe Perrot, candidat d'opposition.
Il est par ailleurs conseiller régional de Midi-Pyrénées.
Il meurt le 31 mars 2025, à l'âge de 91 ans.

## Détail des fonctions et des mandats
Mandats parlementaires
- 14 juin 1981 - 1er avril 1986 : député de la 6e circonscription de la Haute-Garonne
- 16 mars 1986 - 8 juillet 1986 : député de la Haute-Garonne
- 28 septembre 1986 - 14 mai 1988 : député de la Haute-Garonne
- 5 juin 1988 - 1er avril 1993 : député de la 8e circonscription de la Haute-Garonne

Mandats locaux
- mars 1971 - mars 1977 : maire de Villeneuve-de-Rivière
- 1er octobre 1973 - 25 mars 1979 : conseiller général du canton de Saint-Gaudens
- mars 1977 - mars 1983 : maire de Villeneuve-de-Rivière
- 26 mars 1979 - 17 mars 1985 : conseiller général du canton de Saint-Gaudens
- 18 mars 1985 - 28 mars 1992 : conseiller général du canton de Saint-Gaudens
- 20 mars 1989 - 18 juin 1995 : maire de Saint-Gaudens
- 19 juin 1995 - 18 mars 2001 : maire de Saint-Gaudens
- Conseiller régional de Midi-Pyrénées